# Ginástica artística nos Jogos Olímpicos de Verão de 2000 - Trave
Estes são os resultados da competição feminina da trave olímpica, um dos seis eventos para mulheres que fizeram parte do programa da ginástica artística nos Jogos Olímpicos de Verão de 2000, em Sydney. As eliminatórias e as rodadas finais aconteceram, respectivamente, nos dias 17 e 25 de setembro no Sydney Super Dome.

## Medalhistas
No pódio, a chinesa Liu Xuan obteve uma pontuação de 9.825 e conquistou a medalha de ouro. Em seguida, as russas Yekaterina Lobaznyuk e Yelena Produnova completaram o pódio, conquistando a prata e o bronze respectivamente.
|  | CHN China |  | RUS Rússia           |  | RUS Rússia       |
|  | Liu Xuan  |  | Yekaterina Lobaznyuk |  | Yelena Produnova |

## Resultados

### Qualificação
Oitenta e três ginastas competiram no evento feminino da trave olímpica, a fase de qualificação ocorreu 17 de setembro. As oito ginastas de maior pontuação avançaram para a final, que ocorreu no dia 25 de setembro. Na final, cada país estava limitado a dois competidores.

### Final
A final ocorreu em 25 de setembro, as oito ginasta classificadas disputaram e as três melhores colocadas conquistaram as medalhas.
| Pos. | Ginasta                  | Pontuação |
| ---- | ------------------------ | --------- |
|      | CHN Liu Xuan             | 9.825     |
|      | RUS Yekaterina Lobaznyuk | 9.787     |
|      | RUS Yelena Produnova     | 9.775     |
| 4    | ROU Claudia Presacan     | 9.750     |
| 5    | UKR Tetyana Yarosh       | 9.712     |
| 6    | ROU Maria Olaru          | 9.700     |
| 7    | CHN Ling Jie             | 9.675     |
| 8    | USA Elise Ray            | 9.387     |